# Dave Popson
David G. Popson, detto Dave (Kingston, 17 maggio 1964), è un ex cestista statunitense, professionista nella NBA, in Francia e in Spagna.

## Carriera
È stato selezionato dai Detroit Pistons al quarto giro del Draft NBA 1987 (88ª scelta assoluta).

## Palmarès
- McDonald's All-American Game (1983)